# Río Sajama
Der Río Sajama ist ein Fluss  in der Provinz Sajama im Departamento Oruro im Hochland des südamerikanischen Anden-Staates Bolivien.
Der Río Sajama entspringt im Landkreis (bolivianisch: Municipio) Curahuara de Carangas etwa einen Kilometer südwestlich des Sees Waña Quta, von dem er nur durch eine weniger Meter hohe Schwelle getrennt ist, und der nicht nur den Río Tamarapi im Nordosten speist, sondern mit seinem Sickerwasser auch den Río Sajama. Die Quelle des Río Sajama liegt an den westlichen Ausläufern des Vulkankegels Sajama, mit 6542 m der höchste Berg Boliviens. Der Fluss fließt auf den ersten zehn Kilometern bis zur Ortschaft Sajama in südwestlicher Richtung, danach in seiner gesamten restlichen Länge in südlicher und südöstlicher Richtung. Nennenswerte Nebenflüsse in seinem Verlauf sind von Westen kommend der Río Fisirata und der Río Tambo Quemado. Nach insgesamt 87 Kilometern mündet der Río Sajama südwestlich der Ortschaft Lagunas im Municipio Turco in den Río Lauca, der im weiteren Verlauf in den abflusslosen Salzsee Salar de Coipasa fließt, den zweitgrößten Salzsee Boliviens. Dieser liegt auf dem bolivianischen Altiplano auf einer mittleren Höhe von 3680 m.